# Region Mandoul
Region Mandoul – jeden z 22 regionów administracyjnych Czadu, znajdujący się w południowej części kraju. Graniczy z regionami: Tandjilé, Logone Oriental, Moyen-Chari,  oraz Republiką Środkowoafrykańską.
Skład etniczny regionu tworzy lud Sara, a także Mbaï, Nar i Daï. Podstawą utrzymania ludności jest hodowla oraz uprawa bawełny.

## Departamenty
| Departament        | Stolica  | Podprefektury                             |
| ------------------ | -------- | ----------------------------------------- |
| Mandoul Occidental | Bédjondo | Bédjondo, Bébopen, Békamba                |
| Mandoul Oriental   | Koumra   | Koumra, Bessada, Bédaya, Goundi, Ngangara |
| Barh Sara          | Moïssala | Moïssala, Bouna, Dembo                    |

## Historia
Region zajmuje południową część dawniejszej prefektury Moyen-Chari (podprefektury Koumra i Moïssala). W latach 2002–2008 Mandoul był jednym z 18 regionów, na jakie podzielony był Czad.